# Le Manuscrit du Dôme
Pour plus de détails, voir Fiche technique et Distribution.
Le Manuscrit du Dôme est un documentaire français réalisé par Yves Courthaliac et David Girard, sorti en 2008.

## Fiche technique
- Titre : Le Manuscrit du dôme
- Réalisation : Yves Courthaliac et David Girard
- Production : Les empreintes du temps - Y2D Productions
- Musique : Jean-François Chalaffre
- Format : couleur - 1,85:1 - Dolby Digital - 35 mm
- Genre : documentaire, historique
- Date de sortie : 2008

## Distribution
- Laëtitia Milot (Laure)

Avec la participation de personnalités d'origine puydômoise :
- Olivier Merle (joueur de rugby à XV)
- Michel Chevalet (journaliste scientifique)
- Jacques Mailhot (chansonnier)
- Chraz (humoriste)

## Autour du film
Ce docufiction sur les moments épiques liés au volcan du puy de Dôme s'inspire du témoignage authentique d'une femme ayant vécu au sommet du volcan.